# Pont René-Trottier
Le pont René-Trottier permet d'accéder à l'île de Chalonnes depuis Montjean-sur-Loire.

## Histoire
Le passage de Montjean-sur-Loire à l'île nécessitait un bac avant la construction de ce pont jusqu'en 1972, ou bien le passage par Chalonnes-sur-Loire, 20 km en amont. Le dernier passeur du bac fut Auguste Leduc, dernier marinier poète qui transporta de la chaux vers la Bretagne par le canal de Nantes à Brest. Le chanvrier de l'île, René Trottier écrivit alors au président de la République pour que l'ouvrage soit créé, ce qui donna naissance au Pont qui porte ainsi le nom de son tout premier concepteur

## Descriptif
Ce pont à une capacité de 20 t et ne permet le passage que d'un seul véhicule du fait de sa faible largeur.
La véloroute La Loire à Vélo emprunte ce pont.

## Galerie

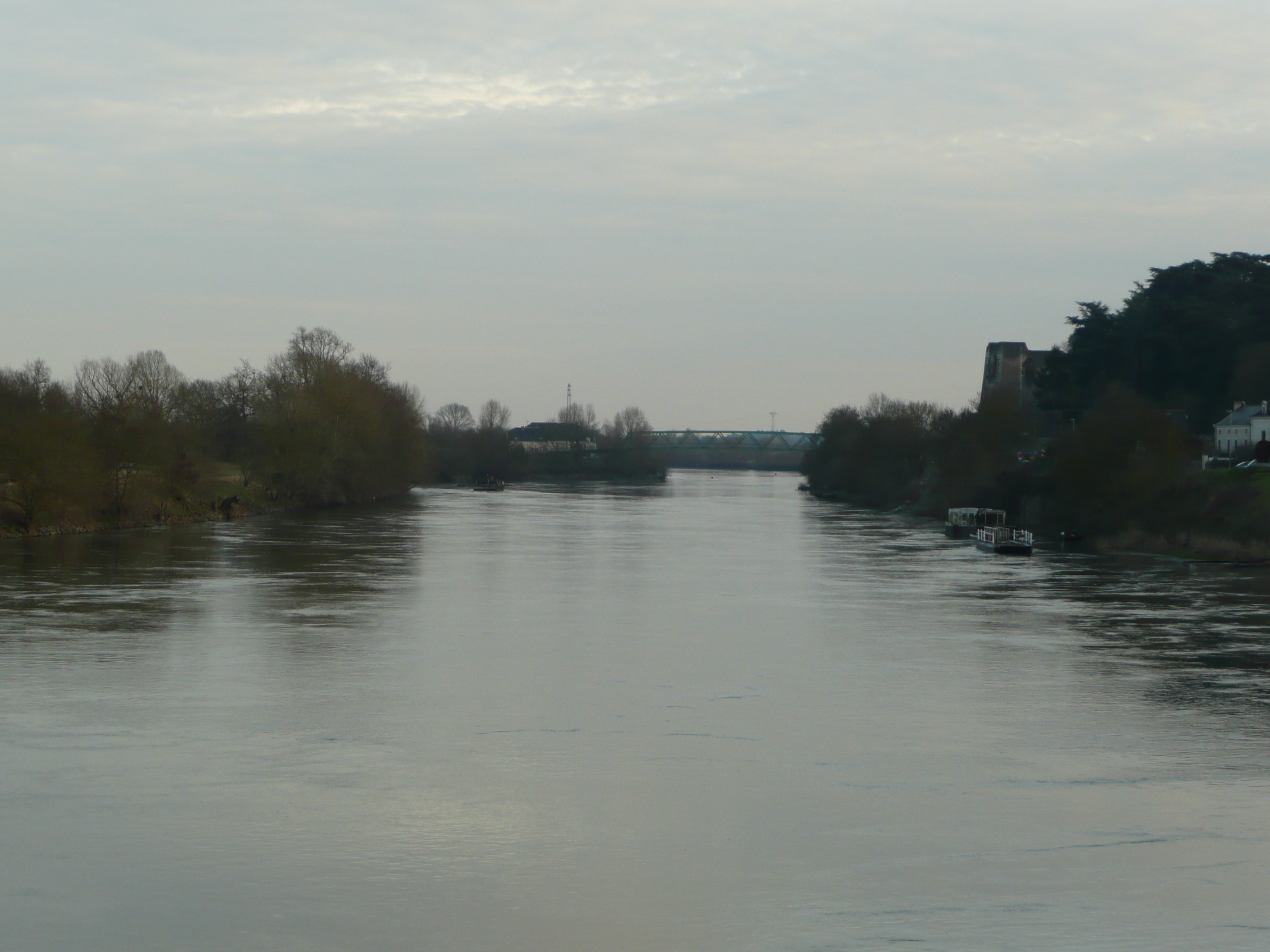
Vue générale depuis Montjean-sur-Loire
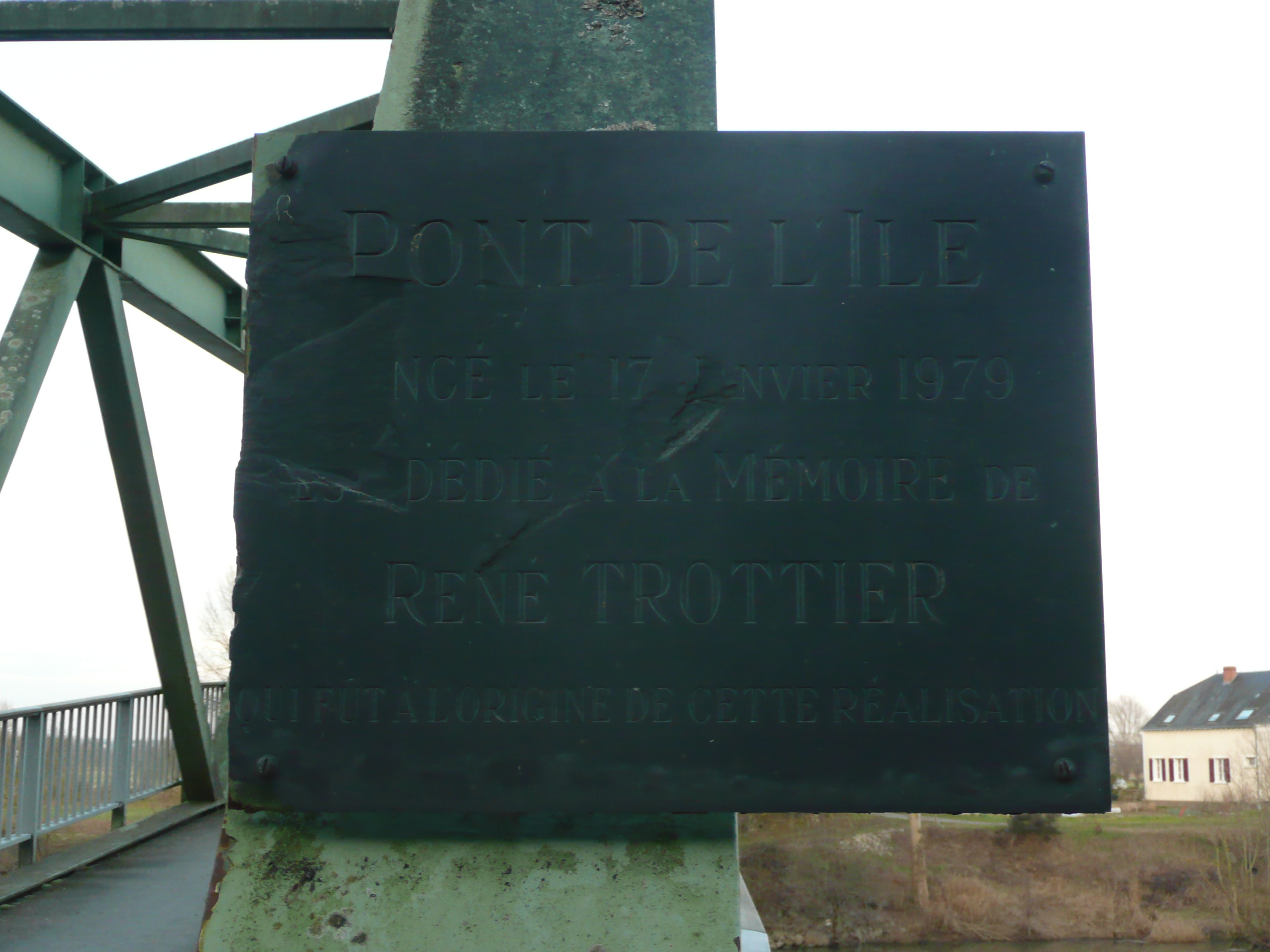
Vue écriteau à l'entrée du pont
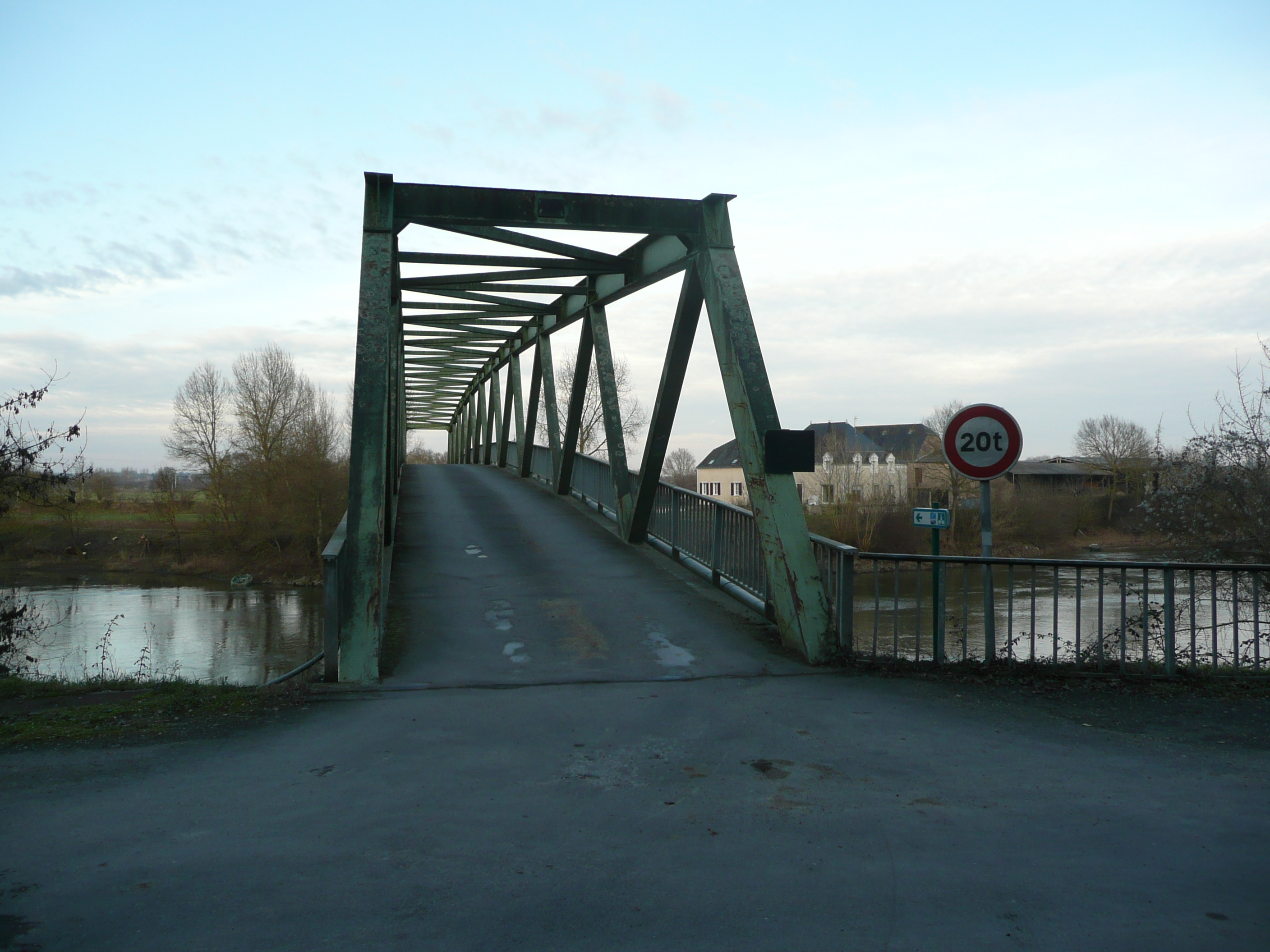
Entrée du pont côté Montjean-sur-Loire
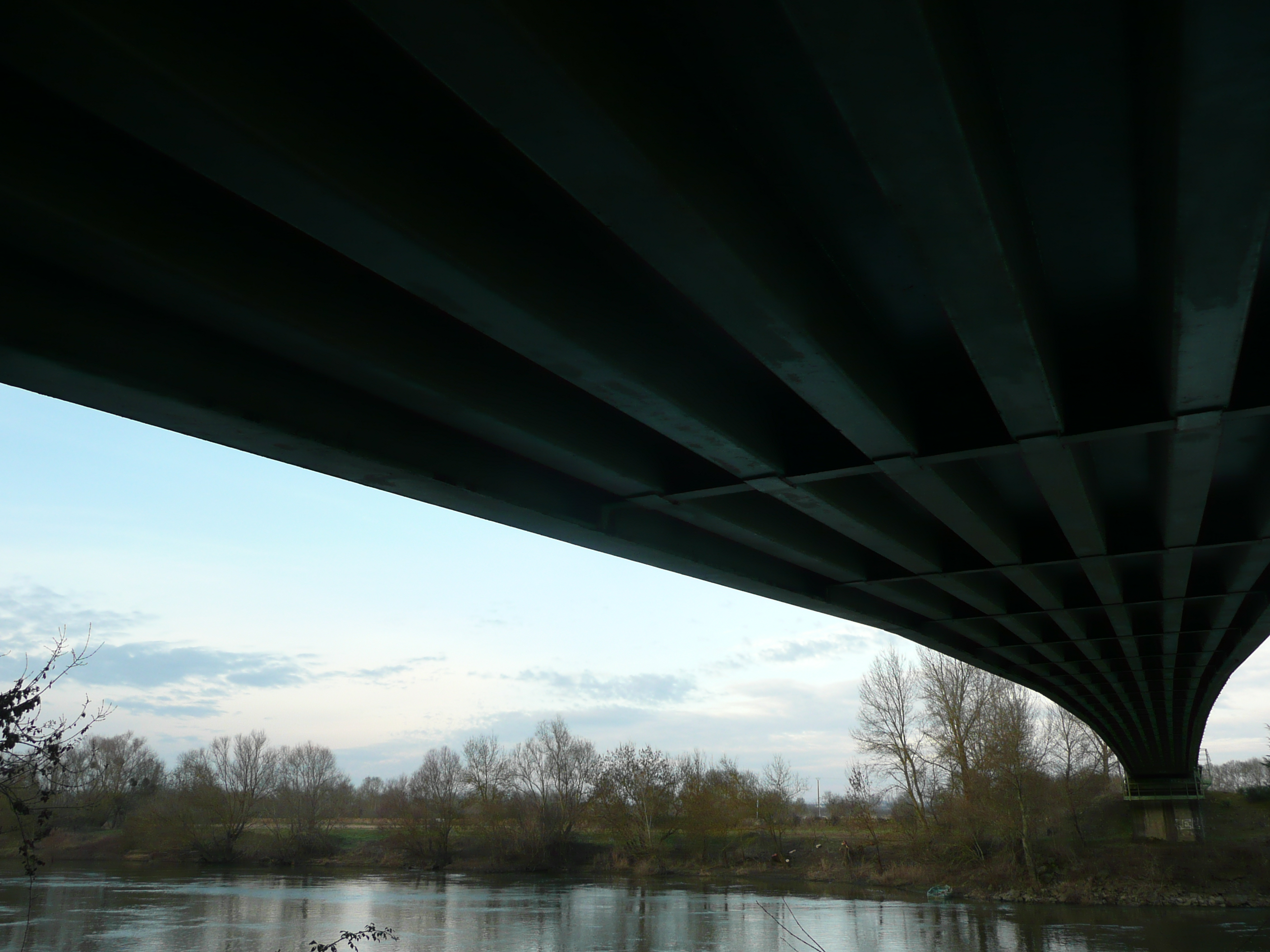
Dessous du tablier
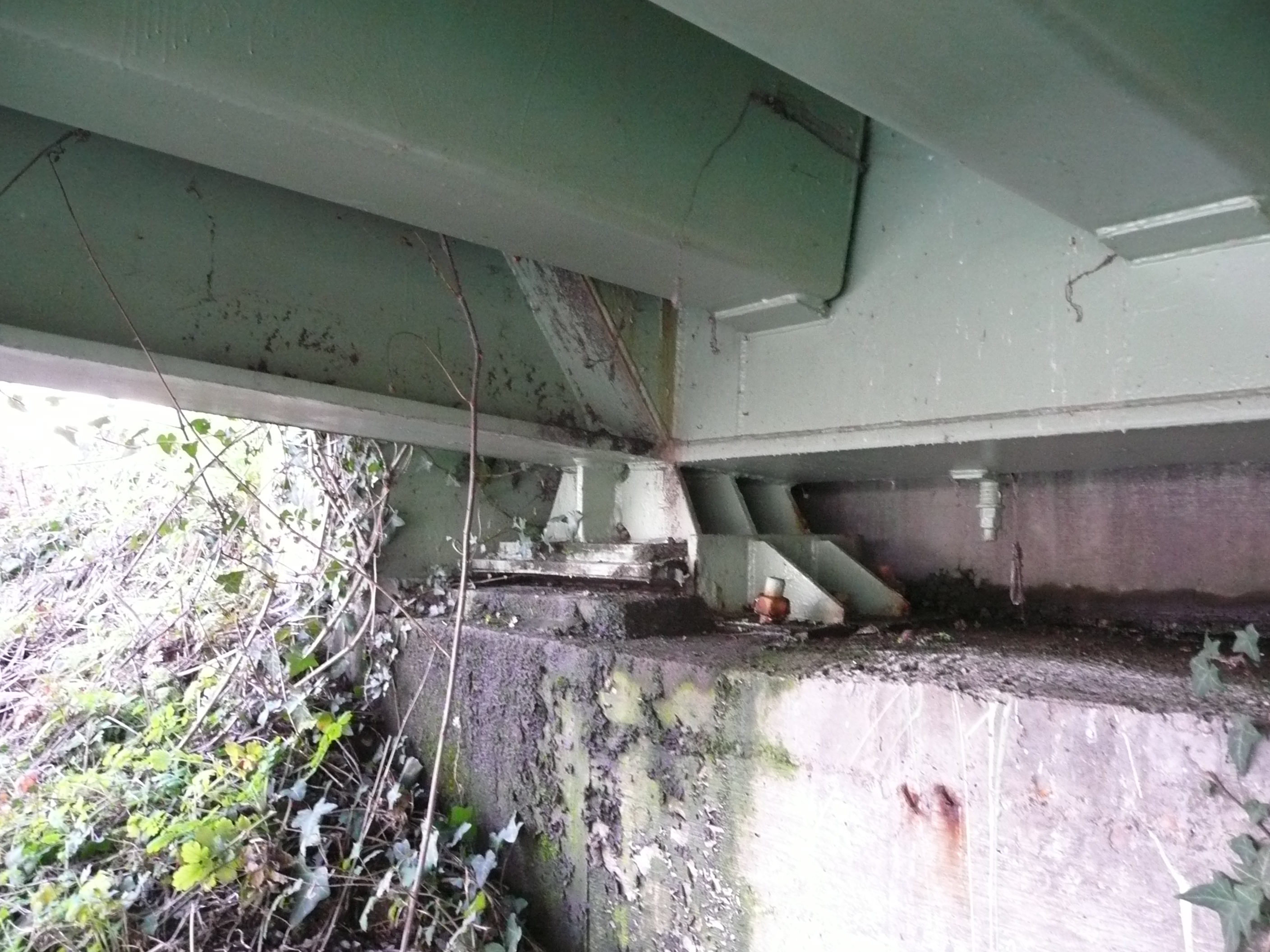
Appui droit du tablier côté Montjean-sur-Loire